# Inge Janssen
Inge Janssen (Voorburg, 20 april 1989) is een Nederlands roeister die tweemaal deelnam aan de Olympische Spelen en daarbij eenmaal een zilveren medaille behaalde.

## Levensloop
Janssen is afkomstig van de studentenroeivereniging A.U.S.R. Orca, waar zij in 2007 lid werd. In 2008 won zij, als deel van de Eerstejaars Dames van Orca, het Ernst & Young Klassement. Deze eerstejaarsacht zette een record neer op de Nederlands Kampioenschap Indoor Roeien met een tijd van 07:26,0 minuten.
Zij kwam voor Nederland uit op de Olympische Zomerspelen 2012 bij het onderdeel vrouwen dubbeltwee samen met Ellen Hogerwerf, waar zij de achtste plaats behaalden. In 2014 behaalde zij eveneens in de dubbeltwee maar nu met Nicole Beukers brons op de Europese kampioenschappen in Belgrado, Servië.
Janssen plaatste zich op 5 september 2015 voor de Olympische Zomerspelen 2016 in de D4x op het WK Roeien in Aiguebelette, Frankrijk. Tijdens de Olympische Spelen van 2016 behaalde Janssen voor het eerst een olympische zilveren medaille in de dubbel-vier samen met Carline Bouw, Nicole Beukers en Chantal Achterberg. Het was de eerste olympische medaille in de dubbel vier voor Nederland sinds het jaar 2000. Het jaar erop won Janssen samen met Beukers, Sophie Souwer en Olivia van Rooijen zilver in de dubbelvier tijdens de Europese kampioenschappen en goud bij de Wereldkampioenschappen 2017 in het Amerikaanse Sarasota.
Eind 2017 stopte Janssen enige tijd met roeien op topniveau om vervolgens weer in de selectie terug te keren voor de Olympische Spelen van Tokio.
Bij de Europese Kampioenschappen 2021 in het Italiaanse Varese behaalde Janssen, samen met wederom Beukers en Van Rooijen en met Laila Youssifou, goud in de dubbel vier.

## Titels
- Nederlands kampioene acht met stuurvrouw - 2008, 2011
- Nederlands kampioene vier zonder - 2011
- Nederlands kampioene skiff - 2013, 2014
- Wereldkampioene dubbelvier - 2017

## Palmares

### skiff
- 2013: 6e WK - 07:42,62
- 2013: 7e Wereldbeker III - 7.33,79
- 2013:  EK - 8.21,30

### dubbel twee
- 2012: 8e Olympische Spelen - 7.29,57
- 2012: 8e Wereldbeker III - 7.31,96
- 2012:  Olympic Qualification Regatta - 7.05,25
- 2012: 6e Wereldbeker I - 7.07,13
- 2014:  EK - 6.56,60

### twee zonder stuurvrouw
- 2011:  WK U23 - 7.17,97

### dubbel vier
- 2016:  Olympische Spelen Rio de Janeiro - 6.50,33
- 2017:  Europese Kampioenschappen Račice - 6:25,63
- 2017:  Wereldkampioenschappen Sarasota - 6:16,72
- 2021:  Europese Kampioenschappen Varese - 6:22,82